# Бергман, Бора
Бора Бергман (англ. Borah Bergman; 13 декабря 1926, Бруклин — 18 октября 2012, Бостон) — американский фри-джазовый пианист, известный манерой перекрещивающейся свободной игры обеими руками.

## Биография
Родился в музыкальной семье еврейских иммигрантов из России Давида Бергмана (1889—1949) и Сони Пергаменик (1897—1990). Его отец, дантист по профессии, играл на мандолине, мать на фортепиано, сестра исполняла народные песни, двоюродный брат — Сэмми Прагер (Sammy Prager) — был известным джазовым пианистом в период свинга, дед — Йосеф Меер Пергаменик — синагогальным кантором.
Обучался игре на фортепиано с детства, в двенадцатилетнем возрасте под влиянием двоюродного брата увлёкся джазом, особенно техникой игры Эрла Хайнса. В 14-летнем возрасте перешёл на кларнет, брал уроки у Леона Русиянова (Leon Russianoff, 1917—1990). После службы в армии (в Германии, 1945) поступил в Нью-Йоркский университет, где окончил магистратуру по английской филологии. На протяжении десятилетий работал учителем английского языка и музыки в средних школах Нью-Йорка.
В возрасте 25 лет Бора Бергман возвратился к игре на фортепиано, уделяя особенное внимание технике левой руки; в числе прочего, брал уроки у Тедди Уилсона. Особенное влияние на его манеру игры оказал Ленни Тристано. Работая учителем, выступал в клубах Нью-Йорка как соло-пианист и в составе местных джазовых коллективов. Только в 1975 году ему удалось подписать контракт с лейблом Chiaroscuro Records и выпустить первую сольную пластинку «Discovery» (в следующем году там же была записана ещё одна — «Bursts of Joy»). В 1980-е году начал записываться на итальянских лейблах Black Saint и Soul Note, специализирующихся на фри-джазе, — сначала как солист («A New Frontier», 1983; «Upside Down Visions», 1984), а с 1990 года также с европейскими и американскими саксофонистами Эваном Паркером, Роско Митчеллом, Оливером Лейком, Томасом Чейпином, Петером Брётцманом, Энтони Брэкстоном, Лолом Коксхиллом и другими.
Особенно активно записывался в 1990—2000 годы, в частности, выпустил два альбома на лейбле Tzadik Джона Зорна (сольный «Meditations for Piano», 2003, и как лидер трио — «Luminescence», 2009). Наиболее часто выступал в дуэтах (с саксофонистом или барабанщиком).
Бора Бергман прожил большую часть жизни на Верхнем Вест-Сайде Манхэттэна и лишь в 2010 году был вынужден переселиться в Бостон в связи с прогрессирующей болезнью.

## Дискография
- Discovery (Chiaroscuro Records, 1975)
- Bursts of Joy (Chiaroscuro Records, 1976)
- A New Frontier (Soul Note, 1983)
- Upside Down Visions (Soul Note, 1984)
- The Fire Tale (с Эваном Паркером; Soul Note, 1990)
- Inversions (с Томасом Чейпином[англ.]; Muworks, 1992)
- The Human Factor (с Эндрю Сириллом[англ.]; Soul Note, 1993)
- First Meeting (с Роско Митчеллом[англ.] и Томасом Бакнером[англ.]; Knitting Factory[англ.], 1994)
- The Italian Concert (с Роско Митчеллом; Soul Note, 1994)[13]
- Greenwich House Hayden Auditorium June 1994 (Evan Parker Concert Series — с Эваном Паркером, Джо Ловано[англ.], Полом Смокером[англ.], Марком Дрессером[англ.] и Грегом Бендианом[англ.])
- Reflections on Ornette Coleman and the Stone House (с Хамидом Дрейком[англ.]; Soul Note, 1995)
- The October Revolution (с Джо МакФи[англ.], Рашидом Али и Вилбером Моррисом[англ.]; Evidence, 1996)
- Blue Zoo (с Томасом Боргманом[англ.] и Петером Брётцманом[англ.]; Konnex Records, 1996)
- Eight By Three (с Энтони Брэкстоном и Петером Брётцманом; Mixtery Records, 1996)
- Geometry (с Иво Перельманом[англ.]; Leo Records, 1996)
- Ride Into the Blue (с Томасом Боргманом и Петером Брётцманом; Konnex Records, 1996)
- Exhilaration (с Петером Брётцманом и Эндрю Сириллом; Soul Note, 1997)
- Ikosa Mura (с Фруде Гьерстадом[англ.], Бобби Брэдфордом[англ.] и Фироаном акЛаффом[англ.]; Cadence, 1997)
- New Organization (с Оливером Лейком; Soul Note, 1997)
- Toronto 1997 (с Томасом Чейпином; Boxholder Records, 1997)
- Blind Pursuits (с Джимом Стейли и Фёб Легер[англ.]; Einstein Records, 1999)
- The River of Sounds (с Конни Бауэром[англ.] и Мэтом Мэйнери[англ.]; Boxholder Records, 2001)[14]
- The Double Idea (Boxholder Records, 2002)
- The Mahout (с Джорджем Хэслэмом[англ.] и Полом Хессионом; Slam, 2003)
- Meditations for Piano (Tzadik, 2003)
- Rivers in Time (с Фруде Гьерстадом; FMR Records, 2003)
- Acts of Love (с Лолом Коксхиллом[англ.] и Полом Хессионом; Mutable Music, 2005)
- One More Time (с Джорджио Дини; Silta Records, 2007)
- Duos (с Петером Брётцманом, Фруде Гьерстадом, Дереком Бейли и другими; FMR Records, 2007)
- Live at Tortona (со Стефано Пастором; Mutable Music, 2009)
- Luminescence (Трио Боры Бергмана — с Грегом Коэном[англ.] и Кенни Воллесеном[англ.], при участии Джона Зорна; Tzadik, 2009)
- Vita Brevis (с Киддом Джорданом[англ.], Уильямом Паркером[англ.] и Майклом Уимберли (англ. Michael Wimberly) на ударных; Some Real Music, 2013)